# Georgia, Georgia
Pour plus de détails, voir Fiche technique et Distribution.
Georgia, Georgia est un film suédois réalisé par Stig Björkman, sorti en 1972.

## Synopsis
Georgia, une chanteuse afro-américaine, donne un concert à Stockholm pour un spectacle. Elle y rencontre un déserteur américain dont elle tombe amoureuse.

## Fiche technique
- Titre : Georgia, Georgia
- Réalisation : Stig Björkman
- Scénario : Maya Angelou
- Musique : Sven-Olof Walldoff
- Photographie : Andreas Bellis
- Montage : Sten-Göran Camitz
- Production : Jack Jordan
- Société de production : Diotima Films et Jorkel Productions
- Société de distribution : Cinerama Releasing (États-Unis)
- Pays :  Suède et  États-Unis
- Genre : Drame et romance
- Durée : 91 minutes
- Dates de sortie : 
  - États-Unis : 10 mars 1972

## Distribution
- Diana Sands : Georgia Martin
- Dirk Benedict : Michael Winters
- Minnie Gentry : Mme. Alberta Anderson
- Roger Furman : Herbert Thompson
- Andrew Bates Jr. : Les
- Stig Engström : Lars
- James Thomas Finley Jr. : Jack
- Randolph Henry : Gus
- Diana Kjær : Birgit
- Artie Sheppard : Scottie
- Terry Whitmore : Bobo

## Distinctions
Le film a été présenté en sélection officielle en compétition lors de la Berlinale 1973.